# Amblyolpium novaeguineae
Amblyolpium novaeguineae är en spindeldjursart som beskrevs av Beier 1971. Amblyolpium novaeguineae ingår i släktet Amblyolpium och familjen Garypinidae. Inga underarter finns listade i Catalogue of Life.